# Сборовский, Николай Александрович
Николай Александрович Сборовский  (11 апреля 1876 года, Петербург — 1943) — доктор сельскохозяйственных наук, профессор. Сотрудник Томского переселенческого отряда (1910-е г.г.).

## Биография
Родился 11 апреля 1876 года в Петербурге. Его отец, горный инженер Александр Александрович Сборовский (1853—1926), действительный статский советник, работал в 1913—1915 годах Томске управляющим золотосплавочной лаборатории.
Детство Николай Александрович провел на Урале. Учился в Пермском Алексеевском реальном училище. По окончании училища поступил в петербургский Горный институт. Проучился в институте четыре года, с перерывами из-за арестов и высылок из города за агитацию среди рабочих и участие в политических манифестациях.
В 1894—1897 году Н. А. Сборовский интересовался вопросами политэкономии и философии, перевел с немецкого «Этюд о восточно-европейском меркантилизме» Шульце-Геверница, «Нищета философии» К. Маркса. В Петербурге под руководством Рейнбота занимался статистическими материалами «О движении землевладения в России» .
В Омске с 1897 по 1899 год Николай Александрович изучал вопросы землепользования в Кокчетавском и Каргалинском уездах, летом производил гидротехнические и гидрогеологические работы в землях Омского, Тюкалинского, Кокчетавского, Петропавловского и Каинского уездов. Ему удалось раскрыть причины периодического исчезновения озёр в Кулундинской и Киргизской степях.
В 1901 году работал младшим штатным контролером 1-го акцизного округа Тобольской губернии и Акмолинской области, с 1903 года — старший контролер 1-го округа Управления акцизными сборами Томской губернии и Семипалатинской области. В 1906 году стал губернским секретарем.
В начале XX века Томская губерния с обширными площадями плодородных земель и благоприятным климатом привлекала к себе переселенцев. С 1896 по 1905 год в Томскую губернию переселилось 546 512 человек. По закону, желающие переселиться с получением земли за Уралом должны были предварительно послать в Сибирь ходока. Ходоку выдавалось свидетельство на право зачисления за Уралом количества душ мужского пола. К началу работ Томского переселенческого района с 1885 года в Томскую губернию переселилось до 60 000 семей с 350 000 душ обоего пола..
В 1908 году Н. Сборовский подал прошение о переводе его в Томский переселенческий отряд, и с 1 мая 1908 года был принят на работу производителем работ.
В 1908—1909 годах Н. Сборовский принимал участие в экспедициях по изучению природных условий Нарымского края, поиском земель, пригодных для освоения. В 1909 году он вместе с 4 топографами обследовал пойму реки Чижапки. В результате этих работ был составлен очерк левобережья реки Оби с характеристикой рельефа, климата, почв, растительности, населения.
Впоследствии работал в Омске и Томске на инженерных и преподавательских должностях. В 1920-х годах преподавал в Томском университете, затем — в Сибирской плановой комиссии (Новосибирск) возглавлял научную редакцию журнала «Жизнь Сибири» (Новосибирск).
С 1926 года Н. Сборовский — профессор, зав. кафедрой колонизации и переселения землеустроительного факультета Сибирского института сельского хозяйства и лесоводства в Омске. В 1930-е годы работал в «Барабинском бюро», занимаясь вопросами гидромелиоративных работ в Барабе (Новосибирск).
В 1933—1943 года работал заведующим библиотекой института. Скончался в 1943 году после тяжелой болезни, похоронен на «институтском» кладбище.

## Память
Именем ученого назван один из уступов Барабинской низменности.

## Личная жизнь
Н. Сборовский был женат на Августе Дорофеевой (1876 г. р.). В семье было две дочери: Валентина (1900 г. р.) и Августа (1921 г.р.)